# 潘冀
潘冀（英語：Joshua Jih Pan, FAIA，1942年—），華人建築師，出生於天津市，籍貫為福州市，成長於臺北。1981年創立潘冀建築師事務所，2000年，為永續傳承，擴大為JJP潘冀聯合建築師事務所。並於上海、廈門、北京設立設計團隊。
秉持「志於道，據於德，依於仁，游於藝」，融合自然、土地、人文與科技，強調創新、服務與執行。業務涵蓋文化、景觀、製造、交通、商辦、醫療、教育等，尤擅高科技與專業技術設計。JJP致力以建築締造生態系統，使其成為產業鏈與創新鏈的關鍵環節，推動永續發展。
職業生涯中，獲得國家文藝獎、遠見高峰會終身成就獎、成大校友傑出成就獎 （页面存档备份，存于）、中華民國傑出建築師、金點設計獎/最佳設計成就獎、萊斯大學建築學院傑出校友獎 （页面存档备份，存于）等多項終身榮譽之肯定，並成為首位獲得美國建築師協會（AIA）院士（FAIA）榮譽的台灣建築師。

## 早期生活和學術生涯
潘冀於1963年獲得國立成功大學建築學士學位，隨後赴美國進一步深造。他在萊斯大學建築學院學習人文學科、社會科學及美術，並於哥倫比亞大學獲得都市設計碩士學位。潘冀在哥倫比亞大學期間，師從著名建築師Percival Goodman，其對當代環境設計與社會關懷的理念深刻影響了潘冀的專業發展。這段學術經歷對他後來的建築創作與設計哲學產生了深遠的影響。

## 理念
傳統儒家精神影響潘冀至深，唐代文人韓愈曾提倡「文以載道」，潘冀則用「建築以載道」來描繪他的建築之路——尊重自然與環境，按正確原則使用科技，關懷使用者，以「天、人、物、我」的和諧兼容態度，引領他在設計上自由揮灑，不偏不倚，實為「人本建築的實踐者」。

## 榮譽
- 萊斯大學建築學院傑出校友獎（2024）[11]
- 金點設計獎「最佳設計成就獎」（2023）[12][13]

- 華人領袖遠見高峰會終身成就獎 （2020）[14]

- 中國醫院建設匠心獎之「年度傑出人物」（2018）[15][16]
- 侯金堆傑出榮譽獎（綠建築類）（2017）[17]
- 第十九屆國家文藝獎得主（2015）[18][19]
- 成功大學校友傑出成就獎（2013）[20][21][20]
- 第二屆中華民國傑出建築師（1996）[22]

## 著作
| 年份 | 書名                                                                                          | 出版社         | ISBN          |
| ---- | --------------------------------------------------------------------------------------------- | -------------- | ------------- |
| 2010 | 《人生基本功：建築師潘冀的砌磚哲學》                                                          | 圓神出版社     | 9789861333298 |
| 2019 | 《星空下的一家人：建築師潘冀的築夢教養》                                                      | 天下文化       | 9789864794584 |
| 2018 | 《人本建筑：潘冀联合建筑师事务所的建筑实践/ Cultivating Compassion: Humanistic Architecture》 | 同暨大學出版社 | 9787560879048 |

## 重要建築作品獲獎
- 2024年「台灣建築25年獎」——《中原大學張靜愚紀念圖書館》[23][24][25]
- 2019年「法國DNA設計獎，建築專業類——小尺度建築獎」——《再興高爾夫俱樂部整建》[26]
- 2017年「美國柏克萊大學建築環境中心CBE’s宜居建築獎」——《台達美洲總部》[27]
- 2015年「A+Awards國際建築獎，瞬間快閃類」之「專業評審獎」及「網路票選獎」雙料殊榮——《永續之環》[28][29][30][31][32]

- 2014年「世界華人建築師協會住宅與住區設計獎優秀設計獎」——《華固新天地》[33][34]

- 2012年「IDA國際設計建築金獎」——《國立公共資訊圖書館》[35][36]

- 2008年「美國紐約州建築師協會傑出獎」/「美國《商業週刊》暨《Architectural Record 建築實錄》中國獎」——《群裕設計上海辦公室》[37]

## 外部連結
潘冀聯合建築師事務所 （页面存档备份，存于）